# 해리슨과일박쥐
해리슨과일박쥐(Lissonycteris goliath)는 큰박쥐과에 속하는 박쥐의 일종이다. 모잠비크와 잠비아에서 발견된다. 자연 서식지는 아열대 또는 열대 기후 지역의 습윤 저지대 숲과 동굴이다. 서식지 감소로 멸종 위협을 받고 있다.